# 马尔沃济
马尔沃济（法語：Malvezie，法語發音：[malvəzi]）是法国上加龙省的一个市镇，属于圣戈当区。

## 地理
马尔沃济（43°0'20"N, 0°41'15"E）面积8.52 平方千米，位于法国奧克西塔尼大區上加龙省，该省份为法国西南部内陆省份，西南端与西班牙接壤，自此顺时针与上比利牛斯省、热尔省、塔恩-加龙省、塔恩省、奥德省和阿列日省接壤。
与马尔沃济接壤的市镇（或旧市镇、城区）包括：阿尔邦、卡佐努、热诺、伊佐德洛泰勒、佩苏、圣佩达尔代、科曼日地区索沃泰尔。

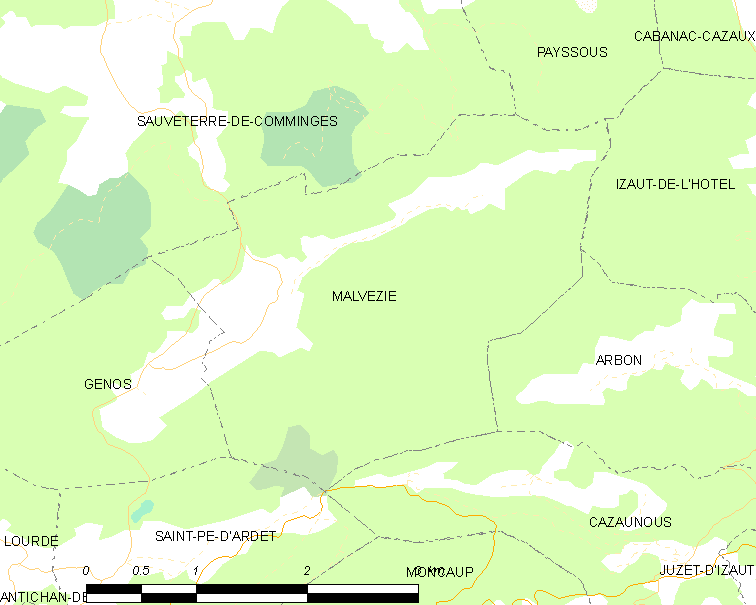
马尔沃济的OSM定位图

马尔沃济的时区为UTC+01:00、UTC+02:00（夏令时）。

## 行政
马尔沃济的邮政编码为31510，INSEE市镇编码为31313。

## 政治
马尔沃济所属的省级选区为巴涅尔德吕雄县。

## 人口

1962-2008年间马尔沃济人口变化图示

马尔沃济于2022年1月1日时的人口数量为111人。